# Lastenia Larriva
Lastenia Micaela Larriva y Negrón  (Lima, 6 de mayo de 1848 - Ibídem, 24 de septiembre de 1924) fue una poeta, escritora y periodista peruana que vivió varios años en Guayaquil, desenvolviendo allí su labor literaria. Junto a Carolina Freyre de Jaimes, perteneció a la primera generación de escritoras peruanas que enfrentaron las críticas y prejuicios de la sociedad de su tiempo, que no aceptaba otro oficio de la mujer que no fuera el de las labores conyugales. De ella se ha dicho: «Fue una mujer atalaya del feminismo en América. De ideas avanzadas, de nobles y finos rasgos, de cultura exquisita, de bondades innatas y de gran corazón»...

## Biografía
Lastenia Larriva y Negrón nació en un hogar acomodado pero no rico, formado por Pedro Luis de Larriva y Ascensión Negrón. Tío abuelo suyo era el clérigo José Joaquín de Larriva, poeta satírico aún recordado por sus letrillas. 
Lastenia estudió en el Colegio Sagrados Corazones Belén, dirigido por las religiosas del Sagrado Corazón. Desde muy niña fue aficionada a la lectura, afición que la impulsó desde temprano a componer versos y redactar artículos, que fueron publicados bajo seudónimos. De la misma manera, destacó como intérprete musical. En varias ocasiones formó parte de la Sociedad Filarmónica en calidad de pianista.
A la edad de veinte años viajó a Uruguay donde permaneció algunos meses y en el viaje de retorno al Perú conoció a bordo del barco que la traía al joven Adolfo de la Jara, natural de Arequipa, con quien contrajo matrimonio en 1872 y tuvo cinco hijos. Pero sucesivamente le sobrevino la desgracia pues en 1877 murió su pequeña hija Adriana, y en 1879 estalló la guerra entre Perú y Chile, teniendo su esposo que alistarse en la reserva y batirse por la defensa de la capital, muriendo en la batalla de Miraflores (15 de enero de 1881). 
Viuda entonces, tuvo que ganarse la vida como profesora de piano. Conoció entonces a Numa Pompilio Llona, el célebre poeta guayaquileño y ex diplomático del Perú ante numerosos gobiernos de Europa, igualmente viudo, naciendo desde el primer momento una atracción mutua, pero al principio ella no supo la identidad de su misterioso galán. Cuando se enteró de que se trataba del famoso poeta, quedó gratamente sorprendida pues desde tiempo atrás lo conocía y adoraba por sus versos. Se enamoraron intensamente, compartieron su pasión por la literatura y contrajeron nupcias en 1882, llevando cada cual sus hijos al matrimonio, once en total.  Viajaron a Guayaquil, tras la caída del dictador ecuatoriano Ignacio de Veintemilla, siendo todo un acontecimiento en Ecuador el retorno del gran poeta nacional. En 1884 Llona fue nombrado ministro plenipotenciario de Ecuador en Colombia  y la familia se trasladó entonces a Bogotá (1885). En 1886 estuvieron de regreso en Lima, donde Lastenia se hizo miembro del club literario El Ateneo, de gran prestigio.
En 1887 la familia Llona-Larriva retornó a Guayaquil, donde Lastenia se dedicó a la literatura y al periodismo. Los años de 1888 a 1890 fueron de intensa creación literaria. En 1888 publicó una novela titulada Un Drama Singular o historia de una familia y en 1890 apareció su novela corta Pro Patria; asimismo dio a publicidad como folletines las novelas cortas Oro y Escoria y Luz (1889 y 1890). En 1889 publicó el poemario La Ciencia y la Fe, después del cual la colonia peruana residente en Guayaquil le obsequió una valiosa pluma de oro como premio por su labor literaria. Además, dirigió El tesoro del hogar, semanario de literatura, ciencias, artes y modas, que apareció en 1887. Asimismo, ella y el escritor guayaquileño José María Urbina redactaron íntegramente el diario La Nación.
En 1895 junto con su esposo regresó a Lima y publicó en el diario El Comercio estudios sociológicos y psicológicos que firmó con el pseudónimo de “N. Mayer”, los mismos que causaron el interés de los medios científicos de esa capital, pero al saberse que eran “trabajos de mujer”, dejaron de ser editados. En 1902 dio a la luz Fe, Patria y Hogar, colección de poesías.
En 1902 volvió a Guayaquil acompañando a su esposo durante su última estancia en dicha ciudad. El gobierno del general Eloy Alfaro trató de aliviar en algo la pobreza que aquejaba a la pareja, designando a Numa Pompilio Llona como rector del Colegio Olmedo de Portoviejo, cargo en el que estuvo por poco tiempo. En 1904 el poeta seguía viviendo pobremente en Guayaquil, y fue entonces cuando lo honraron durante una memorable ceremonia realizada en el antiguo Teatro Olmedo: le ciñeron una corona de hojas de laurel de oro amarrada con la cinta tricolor. Falleció el 4 de abril de 1907, siendo despedido por Lastenia con los sentidos versos de su elegía titulada "¡Más allá de los cielos!".
El doctor César Borja Lavayen, ministro de Instrucción de Ecuador, ofreció a Lastenia la dirección del recién fundado Instituto Normal de Mujeres, que ella declinó porque decidió retornar al Perú, donde se hallaban sus hijos. Se trasladó a Arequipa, donde editó el quincenario literario Arequipa Ilustrada (1910-1915), después de lo cual regresó definitivamente a Lima. Allí, el gobierno le confió la dirección de la revista mensual La mujer peruana, que era repartida en todos los colegios fiscales de mujeres y mixtos. La revista era una guía pedagógica para las futuras madres de familia (1916 - 1920).
En los últimos años de su vida perdió la vista y padeció de muchas enfermedades. Falleció el 24 de septiembre de 1924, dejando obra literaria de consideración.

## Obras
Publicó:
- Un drama singular o historia de una familia (1888 y 1920), novela.
- La Ciencia y la Fe (1889), decálogo en forma de poemario, escrito a petición de las madres del colegio de los Sagrados Corazones de Guayaquil.
- Pro Patria. Respuesta al romance "sucre" de José Antonio Calcaño (1890), novela corta.
- Fe, patria y hogar (1902), poesías sencillas y a veces triviales.
- Cartas a mi hijo. Psicología de la mujer (1919).
- Cuentos (1919).

Pero, además, dejó muchos escritos en la prensa periódica: 
- Poesías, parcialmente reunidas bajo el título de Fulgores del ocaso.
- Novelas, como Oro y escoria, y su continuación, Luz, que aparecieron como folletines y que fueron reproducidas en diversas ciudades de España, Argentina, Venezuela, Perú, Ecuador y Colombia. Son novelas menores pero con enseñanza social.
- Cuentos y ensayos, varios de ellos traducidos a otros idiomas.

Una serie de sus artículos sobre escritores contemporáneos fue publicada bajo el título de Figuras excelsas.